# 木﨑千聖
木﨑 千聖（きざき ちさと、2002年11月2日 - ）は、日本のアイドルであり、エイアイカのメンバーであり、ラストアイドルの元メンバーである。岐阜県出身。

## 略歴

### ラストアイドル以前の活動
2017年、加入していたアイドルグループ「アモレカリーナ名古屋」を高校受験準備のため卒業。卒業公演が11月26日に行われた。

### 2018年
- 4月14日、テレビ朝日「ラストアイドル」サードシーズン初回放送において、初期暫定メンバー立ち位置5番として初お披露目[5]。
- 4月18日、ラストアイドルファミリー2ndシングル発売記念コンサート in ZeppDiverCityで初期暫定メンバー12人で愛しか武器がないを初パフォーマンス[6]、終演後には初握手会を行う[7]。
- 5月26日、第7回放送で8人目の挑戦者-岩間妃南子と対決。パフォーマンスバトルでは藤本美貴の『ロマンティック 浮かれモード』を披露し[8]、審査員バグベアのこぎみいいのジャッジにより勝利[9]　。
- 6月16日、第10回放送で11人目の挑戦者-佐佐木一心と対決。パフォーマンスバトルではモーニング娘。の『恋愛レボリューション21』を披露するが、審査員吉田豪のジャッジにより敗北。[10]他の審査員3人が木﨑を選んでいたためSNS上では物議を醸した。
- 9月17日、パシフィコ横浜で2期生敗退メンバーとして握手会に参加[11]。高橋美海、篠原望とペア。
- 10月16日、サードシーズン最終回放送でラストアイドル2期生アンダーとしてお披露目。
- 12月4日、池袋サンシャイン噴水広場でデビューイベントを行い、愛しか武器がないに収録されている2期生アンダー曲サブリミナル作戦を初披露[12]。
- 12月19日、ラストアイドル1周年記念コンサートに出演[13]。

### 2022年
- 5月31日、ラストアイドルが活動休止となる。

### 2023年
- 3月1日､自身のTwitterにてTwin Planetを退所したことを発表する[14]。

### 2024年
- 1月18日､自身のXにてアイドルグループ「エイアイカ」のメンバーになったことを発表した[15]。

## 人物
- 愛称は、ちぃちゃん[16]。
- 趣味は動画をみること[16]。
- 特技は二重跳び、ピアノ、ヨリ目[16]。
- 長所は誰とでも仲良くなれるところ[16]。
- 好きな食べ物はラーメン、卵スープ、いちごタルト、梅シート[16]。
- シュークリームロケッツの松本ももなとは、元アモレカリーナ東京で活動しており、元々面識があった[17]。
- 小学生時代、LaLuceの鈴木遥夏と面識があった[18]。
- 中学1年生の時、JSガールの撮影後、ミュージックステーション(Mステ)のインタビューを受けたことがある[19]。
- ファンの総称はちぃむめいと[20]。

## 出演
バラエティ番組
- ラストアイドル(2018年4月15日 - 、テレビ朝日)

### ラジオ番組
- 虎ノ門 トレンド経済研究所（2024年6月20日・6月27日、日経ラジオ社）
- エイアイカ・千聖 の教えて！ちぃとーく（2025年1月 - 、ラジオ関西・日経ラジオ社）- 「DJ KOO × REBOOT THE WORLD」内のコーナー

## 書籍
- 月刊ENTAME（2018年4月28日、徳間書店）- 初期暫定メンバーとして特集[21][22]